# 政事论
《政事论》（IAST：Artha-śāstra），又譯爲政治論、實利論、政治经济理论，是古印度人以梵语书写的关于治国、经济政策和军事战略的論述，屬於印度教經典的論典部分。其作者可能不止一人，传统上认为为孔雀王朝政治家考底利耶所作。